# Transformation irréversible
Une transformation irréversible est une transformation qui ne passe pas par des états d'équilibre. L'entropie interne y est forcément positive selon le deuxième principe de la thermodynamique. On ne pourra revenir à l'état initial que par injection d'énergie.
Elle est contraire à la réaction réversible ou quasi statique.